# Чумойка (приток Иты)
Чумойка — река в России, протекает по Игринскому и Шарканскому районам Республики Удмуртия. Устье реки находится в 34 км по левому берегу реки Ита. Длина реки составляет 21 км.
Исток расположен в 3 км юго-восточнее села Чутырь. Река течёт на северо-восток, протекает деревни Верхний Чумой, Чумой, Узырмон, Кабаново, Башмаково. Верхнее и среднее течение проходит по Игринскому району, нижнее — по Шарканскому. Впадает в Иту на границе Шарканского и Дебёсского районов в 2 км к юго-западу от деревни Кедзя.

## Данные водного реестра
По данным государственного водного реестра России относится к Камскому бассейновому округу, водохозяйственный участок реки — Чепца от истока до устья, речной подбассейн реки Вятка. Речной бассейн реки — Кама.
Код объекта в государственном водном реестре — 10010300112111100032806.